# Detroit (Texas)
Detroit ist eine Stadt im Red River County im US-Bundesstaat Texas in den Vereinigten Staaten. Das U.S. Census Bureau hat bei der Volkszählung 2020 eine Einwohnerzahl von 704 ermittelt.

## Geografie
Die Stadt liegt im Westen des Countys, im Nordosten von Texas, ist im Norden etwa 15 Kilometer von Oklahoma entfernt und hat eine Gesamtfläche von 4,1 km².

## Geschichte
Nach Fertigstellung der Eisenbahnlinie der Texas and Pacific Railway in dieser Gegend, wurde die Stadt 1876 als Bennett gegründet. 1887 wurde sie von J. M. Stephens, dem örtlichen Vertreter der Eisenbahngesellschaft umbenannt in Detroit, nach seiner Heimatstadt in Michigan. Durch die günstige Lage an der Eisenbahnlinie entwickelte der Ort sich schnell zu einem Handels- und Frachtzentrum für diese Gegend.

## Demografische Daten
Nach der Volkszählung im Jahr 2000 lebten hier 776 Menschen in 315 Haushalten und 217 Familien. Die Bevölkerungsdichte betrug 189,6 Einwohner pro km². Ethnisch betrachtet setzte sich die Bevölkerung zusammen aus 78,35 % weißer Bevölkerung, 16,49 % Afroamerikanern, 0,64 % amerikanischen Ureinwohnern, 0,00 % Asiaten, 0,00 % Bewohnern aus dem pazifischen Inselraum und 1,68 % aus anderen ethnischen Gruppen. Etwa 2,84 % waren gemischter Abstammung und 2,58 % der Bevölkerung waren spanischer oder lateinamerikanischer Abstammung.
Von den 315 Haushalten hatten 33,0 % Kinder unter 18 Jahre, die im Haushalt lebten. 48,6 % davon waren verheiratete, zusammenlebende Paare. 16,2 % waren allein erziehende Mütter und 31,1 % waren keine Familien. 29,5 % aller Haushalte waren Singlehaushalte und in 15,6 % lebten Menschen, die 65 Jahre oder älter waren. Die Durchschnittshaushaltsgröße betrug 2,46 und die durchschnittliche Größe einer Familie belief sich auf 3,06 Personen.
29,4 % der Bevölkerung waren unter 18 Jahre alt, 8,5 % von 18 bis 24, 25,6 % von 25 bis 44, 20,7 % von 45 bis 64, und 15,7 % die 65 Jahre oder älter waren. Das Durchschnittsalter war 34 Jahre. Auf 100 weibliche Personen aller Altersgruppen kamen 83,5 männliche Personen. Auf 100 Frauen im Alter von 18 Jahren und darüber kamen 80,3 Männer.
Das jährliche Durchschnittseinkommen eines Haushalts betrug 25.250 USD, das Durchschnittseinkommen einer Familie 31.136 USD. Männer hatten ein Durchschnittseinkommen von 23.750 USD gegenüber den Frauen mit 17.250 USD. Das Prokopfeinkommen betrug 14.331 USD. 24,0 % der Bevölkerung und 20,8 % der Familien lebten unterhalb der Armutsgrenze. Davon waren 34,4 % Kinder und Jugendliche unter 18 Jahren und 14,8 % waren 65 oder älter.